# Andesin
Andesin là khoáng vật fenspat, thuộc nhóm plagiocla. Nó có hàm lượng "%An" (anorthit) từ 30 đến 50%. Mật độ khoảng 2,68.
Xem bài chính về plagiocla.